# 300e anniversaire de Montréal
Le 300e anniversaire de Montréal a célébré, en 1942, malgré les difficultés de la Seconde Guerre mondiale, la fondation de Montréal (Québec).

## Contexte
Le climat politique et social étant incertain, les gouvernements provincial et fédéral refusent d’apporter leur soutien financier aux célébrations du 300e anniversaire de Montréal Léon Trépanier, président de la Commission des célébrations du Tricentenaire de Montréal démissionne (en novembre 1940) après avoir souligné le manque d'appui au projet en cette période de grande crise.
Cependant, les Célébrations se feront malgré tout mais dans un esprit de retenue.

## Déroulement
Le 1er janvier 1942, une cérémonie modeste a lieu à la Place d’Armes, où une plaque de bronze est dévoilée au pied du monument à Maisonneuve.
Quelques jours plus tard, la Ville de Montréal annonce qu’en raison de la guerre, aucune des activités prévues n’aura lieu. La Commission des célébrations du 300e invite toutefois toutes les associations, organismes et citoyens à tenir leurs propres activités afin de souligner humblement l’occasion.
Plusieurs répondent à l’appel, mais c’est l’Église catholique qui prend l’affaire en main. Le Comité des fêtes religieuses, dirigé par Mgr Joseph Charbonneau, l’archevêque de Montréal et composé de personnalités comme Joseph-Papin Archambault, Olivier Maurault et Lionel Groulx, mènera les fêtes à bon port.
Des services religieux sont célébrés en l’honneur du tricentenaire. Le premier a lieu le 3 mai 1942, à la basilique Notre-Dame. Les 17 et 18 mai, dates de la fondation de Montréal, les plus grandes fêtes religieuses du tricentenaire sont en cours.
Le 17 mai, une messe au Parc du Mont-Royal réunit 50 000 personnes.
En fin de journée, un concert entièrement composé d’œuvres canadiennes-françaises est présenté. Le concert se termine par un feu d’artifice, financé par le journal La Presse. Les portraits illuminés de Paul Chomedey de Maisonneuve et du roi George VI sont levés sur la ville à une altitude de plusieurs centaines de mètres.
En juin, la fête de la Saint-Jean-Baptiste prend la relève. Les dix-neuf chars allégoriques défilent le 24 juin, présentant des événements historiques. De fait, dix-neuf tableaux retracent les grandes étapes de l’histoire de Ville-Marie et de Montréal.
En juillet, on organise un grand festival national, dans le cadre duquel des compétitions sportives et des manifestations historiques et culturelles ont lieu.
En septembre, on inaugure une exposition missionnaire consacrée aux efforts de l’Église pour fonder la ville.
En octobre, une plaque commémorative est dévoilée sur l’emplacement de la fondation de Montréal, le site de l’établissement initial de Montréal.
Enfin, le 13 décembre 1942, l’opéra-comique canadien Le Père des Amours d'Eugène Lapierre est présenté. Quand la pièce se termine, le maire Adhémar Raynault annonce la dissolution de la Commission des célébrations du Tricentenaire de Montréal.

## Source
- Site web Grand Québec